# Deliweri Odessa
Deliweri Odessa (ukr. Міні-футбольний клуб «Делівері» Одеса, Mini-Futbolnyj Kłub "Deliweri" Odesa) – ukraiński klub futsalu, mający siedzibę w mieście Odessa. W sezonie 2015/16 i 2016/17 występował w futsalowej Pierwszej Lidze Ukrainy.

## Historia
Chronologia nazw:
- 2013: Deliweri Donieck (ukr. «Делівері» Донецьк)
- 2015: Deliweri Odessa (ukr. «Делівері» Одеса)
- 2017: klub rozwiązano

Klub futsalowy Deliweri Donieck został założony w Doniecku 18 maja 2013 roku i reprezentował firmę Delivery. Najpierw zespół startował w mistrzostwach miasta. W 2013 zwyciężył w Pierwszej lidze, w sezonie 2013/14 został mistrzem Wyższej ligi Doniecka, ale sezon 2014/15 nie dokończył, chociaż była liderem w donieckiej Ekstra-lidze. Po wybuchu wojny w Donbasie stracił możliwość rozgrywania meczów we własnej hali dlatego podczas przerwy zimowej sezonu 2014/15 klub zmienił swoją siedzibę na Odessę, tak jak główny trener Ołeh Bezuhły urodził się w Odessie. Najpierw jako Deliweri Odessa występował w mistrzostwach miasta, zdobywając tytuł mistrza Odessy. W sezonie 2015/16 klub debiutował w profesjonalnych rozgrywkach Pierwszej Ligi. W końcowej tabeli zajął czwarte miejsce. W następnym sezonie 2016/17 zespół uzyskał drugą lokatę. Jednak w kolejnym sezonie 2017/18 klub nie przystąpił do rozgrywek profesjonalnych.
Obecnie gra w rozgrywkach amatorskich ukraińskiego futsalu.

## Barwy klubowe, strój
| Żółty | Czarny |

Zawodnicy klubu zazwyczaj grali swoje mecze domowe w żółto-czarnych strojach.

## Sukcesy

### Trofea międzynarodowe
Nie uczestniczył w rozgrywkach europejskich (stan na 31-05-2019).

### Trofea krajowe
| \| \| Zdobyte trofea w rozgrywkach Ukrainy (stan na: 31-05-2019) \| |                                                            |      |          |
| Rozgrywki                                                           | Osiągnięcie                                                | Razy | Sezon(y) |
| · Mistrzostwo                                                       | I miejsce                                                  | 0    |          |
| · Mistrzostwo                                                       | II miejsce                                                 | 0    |          |
| · Mistrzostwo                                                       | III miejsce                                                | 0    |          |
| Puchar                                                              | zdobywca                                                   | 0    |          |
| Puchar                                                              | finalista                                                  | 0    |          |
| Puchar                                                              | 1/8 finału                                                 | 1    | 2015/16  |
| II liga                                                             | I miejsce                                                  | 0    |          |
| II liga                                                             | II miejsce                                                 | 1    | 2016/17  |
| II liga                                                             | III miejsce                                                | 0    |          |
| Ukraina                                                             | Zdobyte trofea w rozgrywkach Ukrainy (stan na: 31-05-2019) |      |          |

## Piłkarze i trenerzy klubu

### Trenerzy
Ołeh Bezuhły (2013–2017)

## Struktura klubu

### Stadion
Klub rozgrywał swoje mecze domowe w USZ Krajan w Odessie, który może pomieścić 1000 widzów. Również grał w Hali Kompleksu Sportowego SKA w Odessie. Pojemność: 500 miejsc siedzących. Do 2015 występował w Hali Sportowej w Doniecku.

### Sponsorzy
- "Delivery"